# Пассито

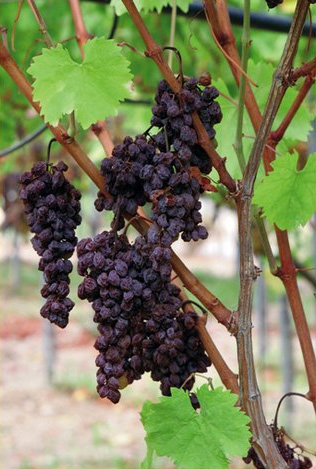
«Заизюмливание» грозди на лозе (середина октября)

О вине из чистого изюма см. изюмное вино

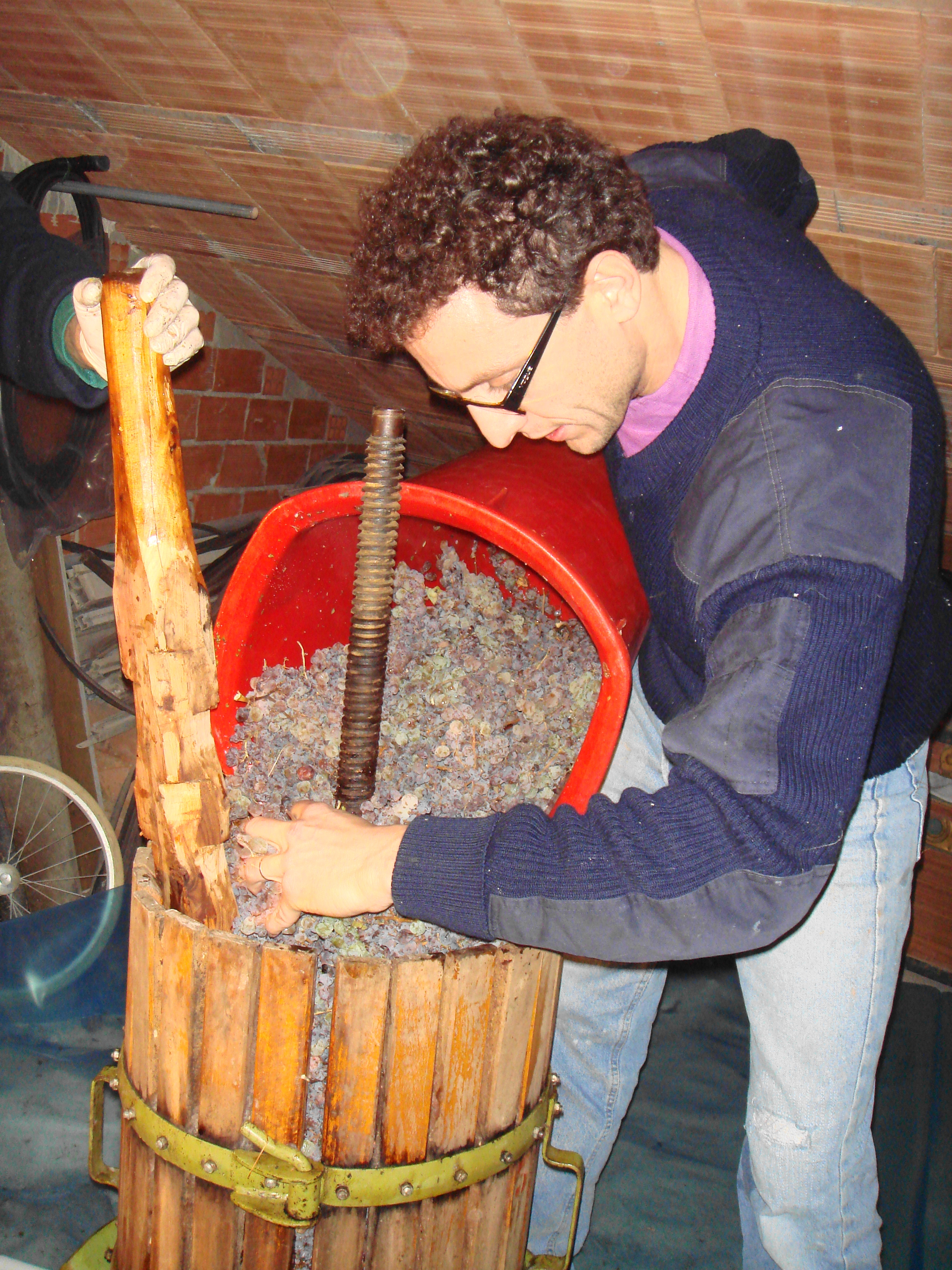
Закладка увяленного винограда в пресс

Вино из подсушенного винограда (англ. dried grape wine) — вино, полученное из винограда, подсушенного (увяленного, заизюмленного) либо на лозе до сбора урожая, либо после сбора урожая в предназначенных для этого помещениях. Большинство таких вин вырабатывается в Италии и именуется пассито (итал. passito). Из-за традиции сушить виноград на подстилке из соломы во французском, немецком и английском языках такое вино (обычно белое и десертное) называется соломенным (фр. vin de paille, нем. Strohwein).
Подсушивание винограда приводит к испарению воды и, соответственно, к концентрации прочих содержащихся в винограде веществ: сахаров, кислот, ароматических соединений. В итоге вино получается более насыщенным, сложным и (как правило) сладким, чем обычное. Производство такого вина достаточно трудоёмко и требует существенно больше сырья: усушенный виноград даёт сравнительно мало сока. В случае подсушивания винограда на лозе вино относится к категории вин позднего урожая.
Технология заизюмливания ягод (итал. appassimento, фр. passerillage) была изобретена древними виноделами, по-видимому, с целью продлить жизнь вина: напитки из подвяленного винограда слаще и крепче обычного вина, соответственно, отличаются стойкостью при хранении. Сухие вина из заизюмленного винограда — явление относительно новое, но неуклонно набирающее популярность, особенно на юге Италии. Производители «Амароне» первыми доказали, что из такого винограда можно получать сухое красное вино высокого качества.
Не следует путать вина из частично увяленного винограда с низкокачественными алкогольными напитками из чистого изюма (см. изюмное вино).

## История
Практика подсушивания винограда для улучшения вкуса и аромата вина считается одной из древнейших технологий в истории пищевой промышленности. Впервые упоминается Гесиодом в VIII веке до н. э. Воспетые великими поэтами античности вина Хиоса, Лесбоса и других греческих островов советовали употреблять через годы после изготовления, когда они достигнут оптимальной зрелости. При античном уровне развития технологий такое долголетие вина могло быть достигнуто только посредством заизюмливания сырья. Если виноделы континентальной Эллады перед обработкой сушили срезанные грозди винограда на солнце, то жители древнего Крита подсушивали виноград прямо на лозе, повернув грозди таким образом, чтобы перекрыть приток к ним сока. Карфагенянин Магон (цитируемый у Колумеллы) описал процесс производства такого вина, именовавшегося древними римлянами passum.
В Средние века, когда выдержка вина практически не использовалась, подвяливание винограда по сути было единственной доступной техникой, позволявшей получить вино превосходного качества. Из других способов концентрации виноградного сусла тогда было известно только его уваривание, которое, в отличие от заизюмливания ягод, сильно искажало натуральный букет и вкус напитка. При дворах средневековых европейских монархов одним из самых популярных вин было кипрское заизюмленное вино, или коммандария. Пили его разбавленным: четыре части воды к одной части вина. Аналогичное вино из Византии именовалось нама и использовалось в православных храмах для причастия. Предположительно из подвяленного винограда изготавливалась и мальмазия — другое греческое вино, производившее на жителей севера Европы впечатление особенно сладкого, плотного и насыщенного.

Веками — вплоть до начала массового использования бутылок — непритязательность сладкого и достаточно крепкого вина к условиям хранения позволяла хранить его дольше, чем обычное сухое вино. Отчасти по той же причине — способность храниться существенно дольше стандартных вин — европейцы Нового времени полюбили креплёные и ботритизированные вина. Эти новые категории напитков постепенно вытеснили с массового рынка «дедовское» вино из обычных заизюмленных ягод. В продолжение XVIII и XIX веков на юге Европы изготовители наиболее востребованных десертных вин полностью или частично перешли от технологии заизюмливания винограда к гораздо менее трудоёмкой практике крепления вин (благо креплёное вино получалось не менее сладким и долговечным, чем «соломенное»). Примером такого перехода могут служить мускаты из Ривзальта, которые в старину выжимали из гроздей, за несколько дней до сбора подкрученных на лозе. 

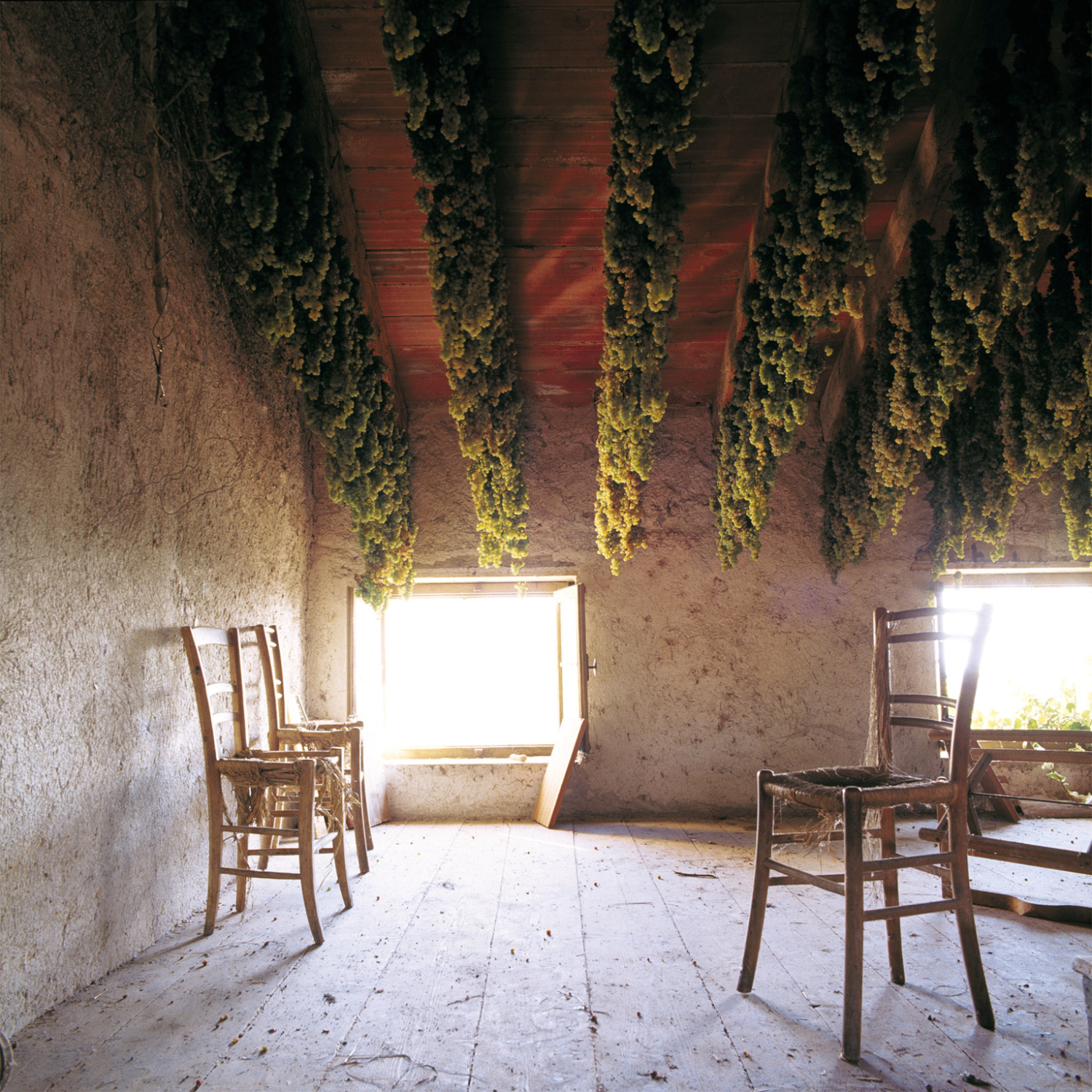
Подсушивание собранного винограда, по-итальянски именуемое аппассименто

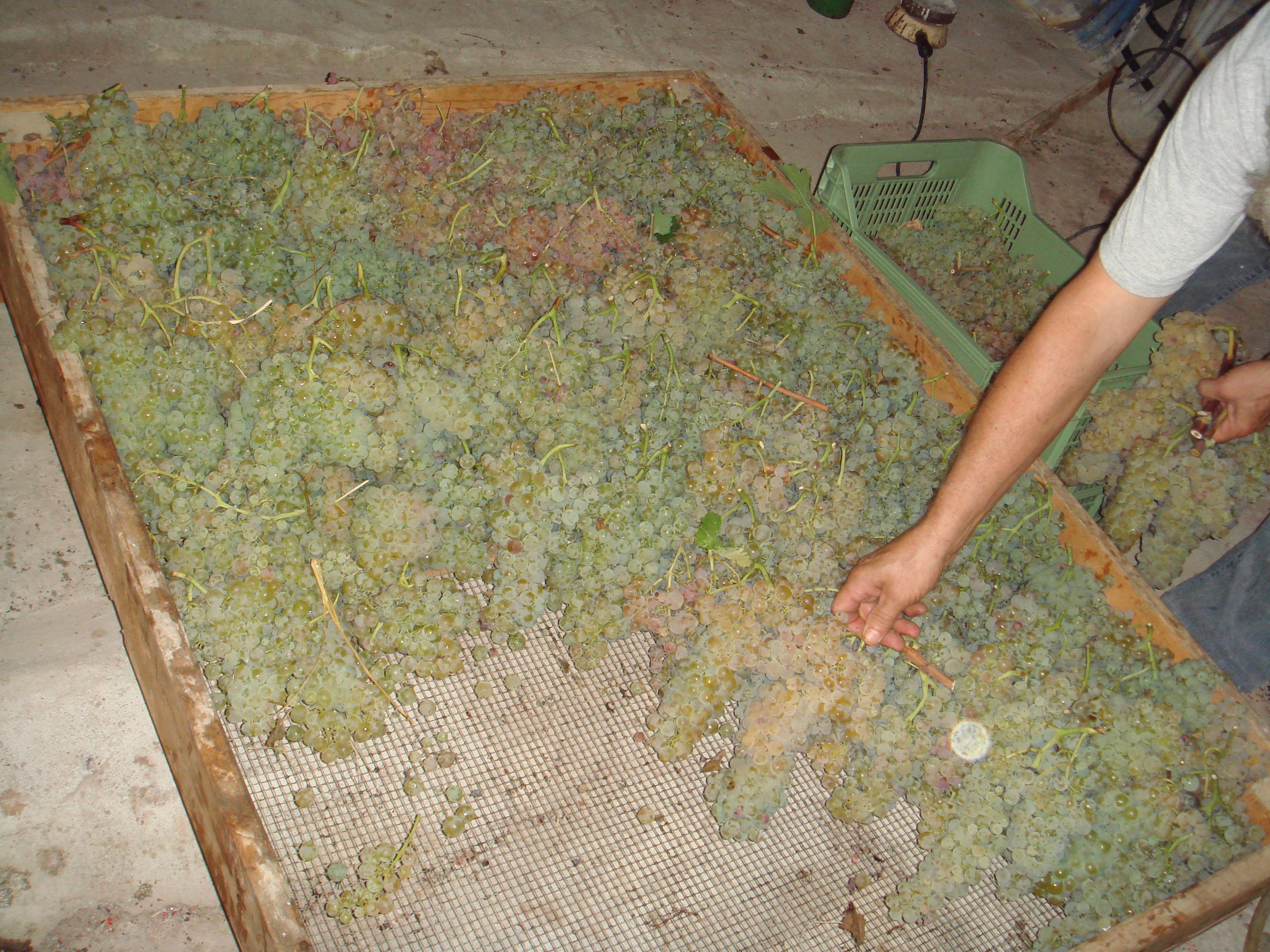
Сушка на тростниковых матах

К западу от Италии (за пределами Андалусии и Юры) использование подвяленного винограда в виноделии постепенно сократилось до минимума либо вообще сошло на нет. Если в обзорах вин начала XIX века упоминаются соломенные вина Эльзаса, Корсики, Аржанта (регион Лимузен) и Эрмитажа, то сегодня такие вина либо вообще не производятся, либо выпускаются в крайне незначительных количествах. Интерес виноделов к технологиям заизюмливания стал возрождаться лишь на рубеже XX и XXI веков — отчасти в связи с феноменальным успехом красных сухих / полусухих вин «Амароне делла Вальполичелла». Сухие и полусухие белые вина категории «аппассименто» в XXI веке тоже стали вырабатываться, но пока их присутствие на рынке незначительно.

## Технология
При заизюмливании (испарении влаги) в ягодах винограда повышается процентная доля сахаров и ароматических компонентов, что делает виноградное сусло более сладким и концентрированным. В северных винодельческих регионах, где осенью бывают морозы, того же эффекта достигают подмораживанием винограда на лозе (см. ледяное вино).
Для производства соломенного вина используют слегка перезревший виноград, который сушат, чтобы сгустить сок в ягоде. Наиболее ответственные виноделы стараются использовать ягоды наивысшей зрелости, предварительно подвергнутые осмотру на наличие признаков гнили и иных дефектов. Для подсушивания используется только виноград толстокожих сортов, хорошо накапливающих сахар, весьма экстрактивных и наименее подверженных грибковому поражению (так как даже несколько гнилых ягод способны привести к распространению плесени и загниванию всего снятого урожая). Оптимальны сорта с рыхлыми гроздями (длинные плодоножки, удалённые друг от друга ягоды), так как они лучше продуваются.
Свежесть, аромат, баланс и долголетие соломенного вина зависят от множества факторов, включая ограничение урожайности лоз и время сбора урожая. Хотя традиционно урожай для соломенных вин старались снимать как можно позже, часть современных специалистов по пассито настаивает на более раннем сборе и не дожидается полного созревания ягод. В этом случае ягоды, хотя и не достигают максимальной сахаристости, сохраняют освежающую кислотность, которая не позволит вину стать слишком приторным. Кроме того, у недозрелого винограда кожица достаточно толстая, чтобы противостоять развитию грибковых поражений.
Сушка происходит либо по дедовскому методу под открытым небом, либо в специально приспособленном для этой цели помещении с широко распахнутыми окнами. Сушка под открытым небом занимает существенно меньше времени, но может привести к нежелательному потемнению винограда, утрате аромата или появлению карамельного привкуса. Используется главным образом в менее развитых районах Апулии, а также на средиземноморских островах (включая Пантеллерию и Санторини).
В помещениях применяются как горизонтальный, так и вертикальный способы сушки. В современных условиях солома используется редко, так как привлекает в помещение грызунов. В патриархальных районах Италии и Греции для сушки всё ещё используют ящики из натуральных материалов (тростника, бамбука), однако большинство современных виноделов предпочитает работать с пластмассовыми ёмкостями. Для производства наиболее востребованных и успешных вин (вроде Амароне) используются настоящие заводы по сушке винограда, построенные на использовании современных технологий кондиционирования воздуха.
Степень просушки зависит от степени сладости будущего напитка, а также от водянистости ягод. Обычно за время сушки ягоды теряют в весе от 10 до 60 %, что приводит к увеличению содержания алкоголя в будущем вине более чем на треть. В Италии вино, маркированное словом «аппассименто», готовят из винограда, усушенного на 35-40 % веса. Продолжительность сушки варьируется от трёх недель для муската до 3-4 месяцев для винограда северных сортов, идущих на производство Амароне (и до 6 месяцев — на Речото).
Испарение влаги в процессе сушки приводит к тому, что в составе ягоды увеличивается доля сахаров, которые при брожении превращаются в спирт. Соответственно, подсушенные ягоды в норме дают вина с бо́льшим содержанием алкоголя. Также при подсушивании увеличивается процент содержания нерастворимых соединений, в частности фенольных, которые отвечают за плотность и букет вина.
После просушки винограда до нужной степени его отделяют от гребней. Для повышения качества сусла это лучше проделывать вручную, при этом удаляя все недозрелые и подгнившие ягоды. Затем ягоды раздавливают и кладут на 18 часов в емкость, чтобы размочить довольно сухой виноград. После этой процедуры жижу сливают в емкость, а выжимки прессуют. Подсушенные ягоды дают не много сока, но зато он отличается сладостью и ароматом.

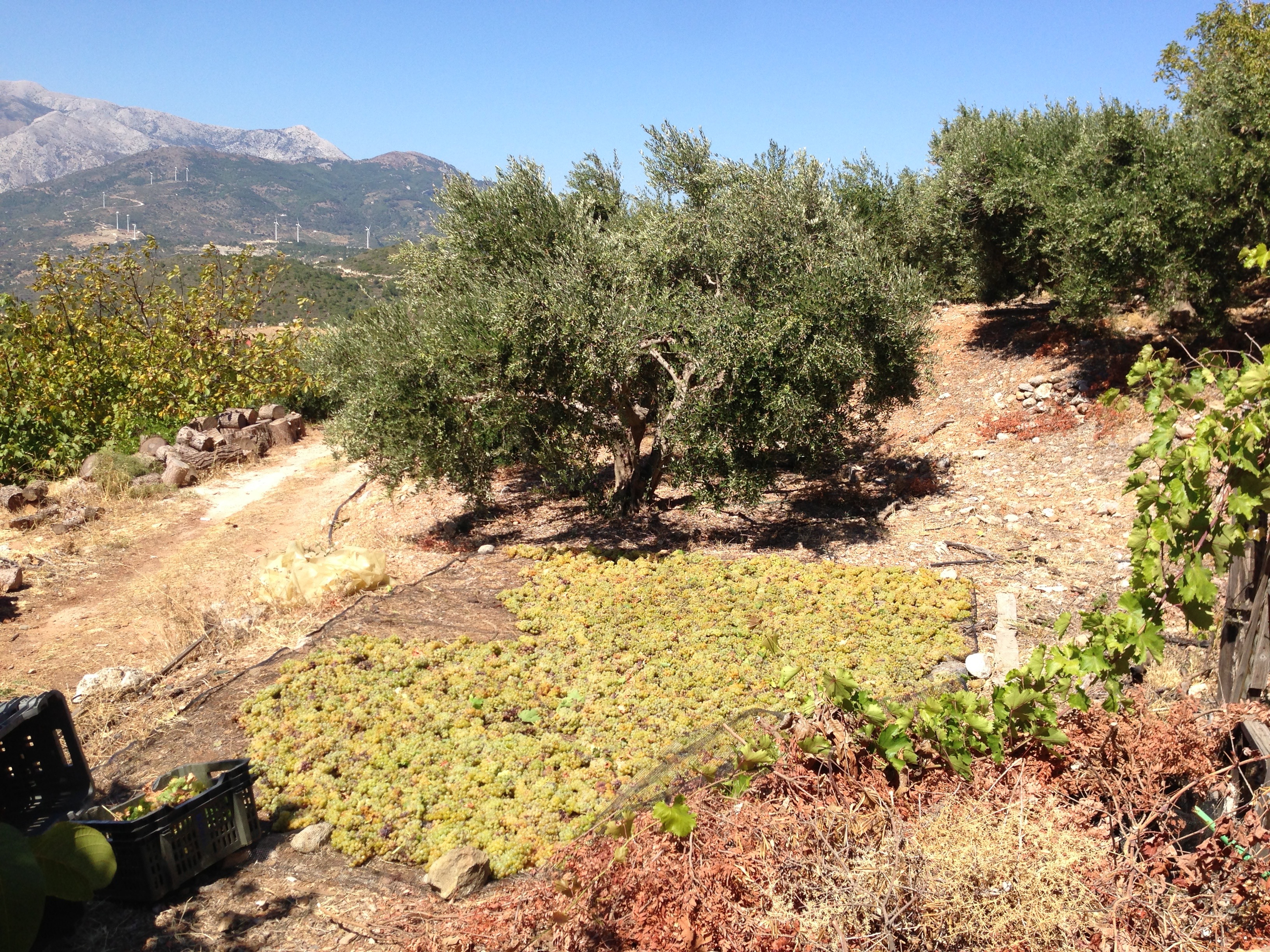
Сушка технического винограда на земле (остров Самос)
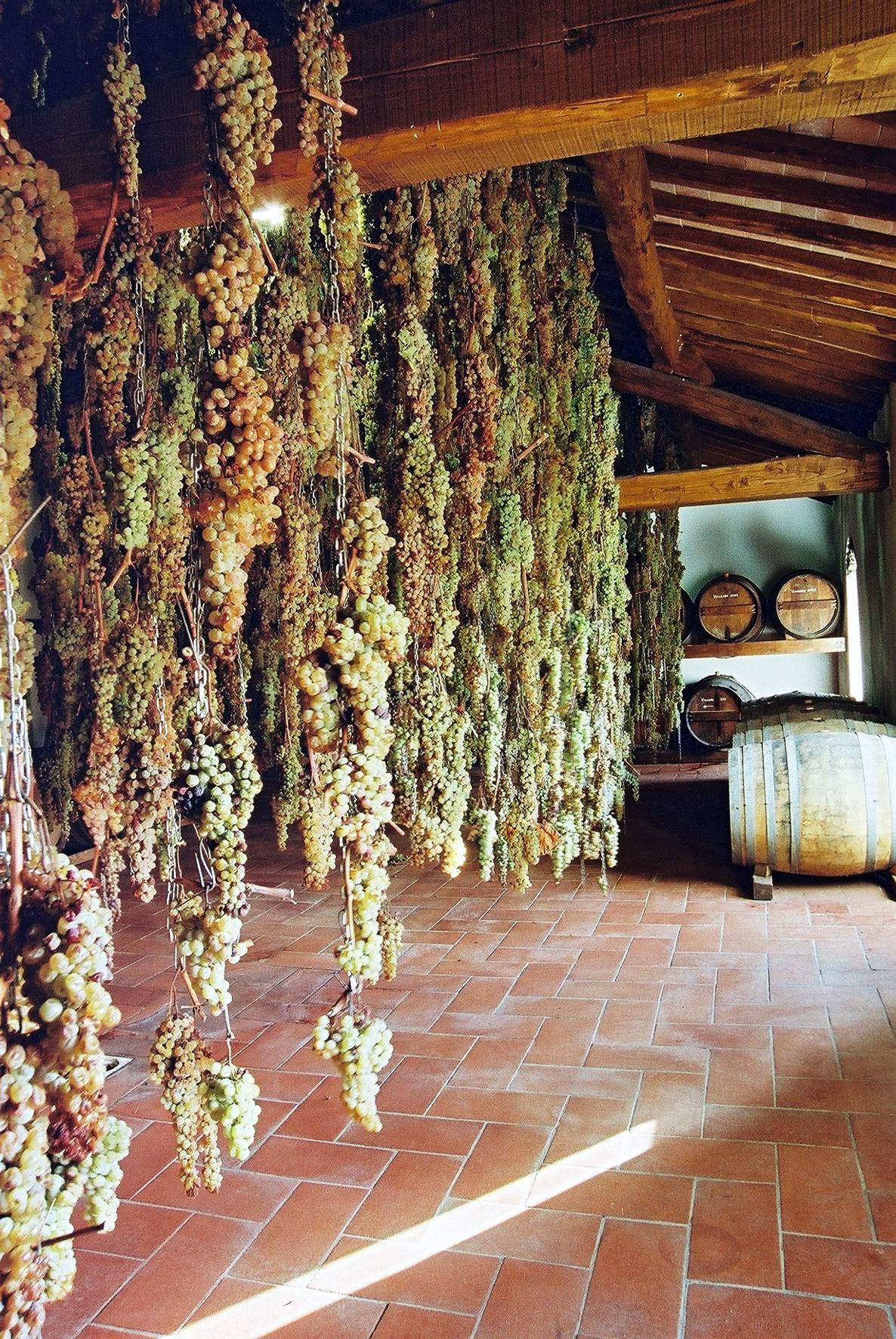
Вертикальный способ сушки в специальном помещении для Вин Санто
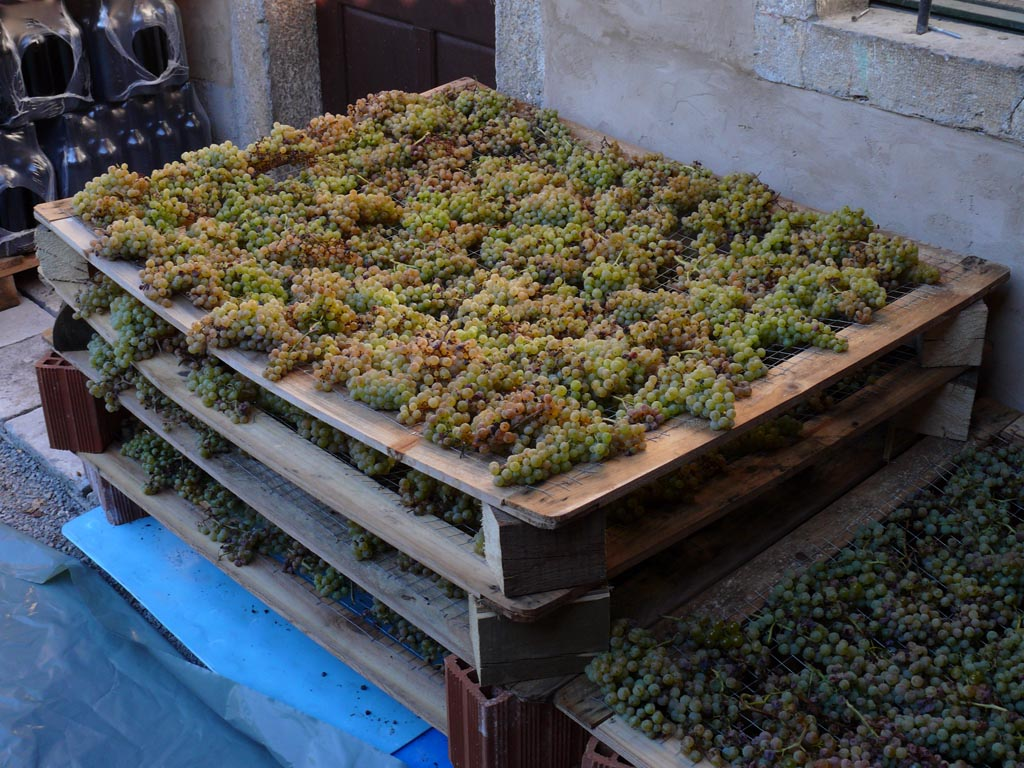
Горизонтальная сушка винного винограда (Словения)

### Увяливание винограда на лозе
Технология производства позднесборного вина из винограда, подвяленного на лозе, используется в тёплом климате южных районов — с каждым десятилетием всё реже. Древняя техника подкручивания гроздей на стебле практически ушла в прошлое (если не брать сегмента премиальных вин). В отличие от сушки после сбора (когда в ягодах равномерно происходит накопление и сахаров, и кислот), при сушке на лозе в ягодах происходят иные химические процессы: сахаристость увеличивается, а кислотность снижается.

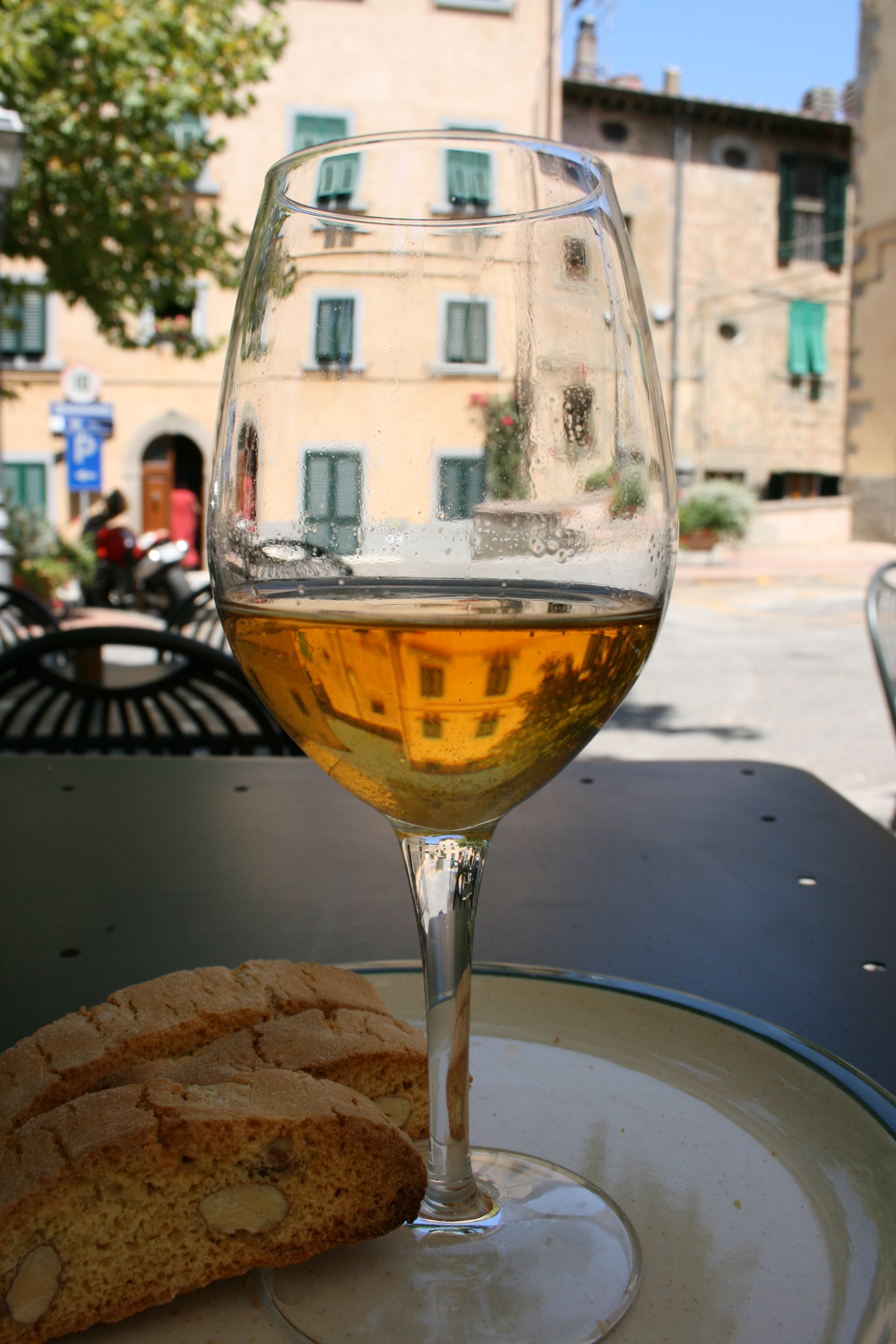
Тосканское десертное вино из подвяленного винограда

После сгущения сока в ягодах до необходимого состояния приступают к сбору урожая, причём сухие грозди сразу помещают в отдельную посуду. Сочные грозди и сухие давят отдельно. Соком сочных ягод заливают сухие менее, чем на сутки. Когда сухие ягоды размокнут, всю массу пропускают через пресс.

## География производства
Как и в древности, сушка винограда для вина широко практикуется на Крите и вообще на юге Греции, где соответствующие вина (именуемые λιαστός) вырабатываются почти повсеместно из классических для региона сортов (мускат, асиртико и др.). Десертное вино винсанто, получаемое после заизюмливания ягод на острове Санторини, имеет «двойника» в Тоскане, именуемого Вин Санто. В 2010—2012 годах греческие власти объявили о выделении четырёх новых винодельческих зон (PDO) для выдержанных сладких белых вин из подвяленного винограда, именуемых «мальвазия».
Ещё более разнообразны полусладкие и сладкие вина категории «пассито/аппассименто» в Италии. На юге страны для таких вин предпочитают использовать мускаты, алеатико, мальвазию. Едва ли не выше всех ценится вино Graticciaia, вырабатываемое на Салентском полуострове по архаичной технологии из винограда сорта негроамаро, который 10 дней сушится на открытом воздухе. Всеми ведущими тосканскими винодельнями по-прежнему выпускается небольшое количество Вин Санто. В 2014 году ЮНЕСКО признало технику заизюмливания муската на острове Пантеллерия (используемую для получения десертного вина) нематериальным культурным наследием человечества.
Бывшие владения Венецианской республики в верховьях Бренты (район Бреганце и Бассано) — одно из немногих мест, где ещё встречается подкручивание гроздей на стебле (итал. torcolato), предположительно усвоенное венецианцами на Крите (которым они завладели по итогам Третьего крестового похода). Заизюмленные вина Террафермы часто именуются «речото» (recioto). В альпийской долине Вальтеллина на севере Ломбардии из неббиоло готовят красное соломенное вино Сфорцато (Sforzato). Окончательно закрепил за Италией статус главного производителя соломенных вин международный успех сухого вина Амароне. Примечательно, что история этого вина (и его предшественника, сладкого речото) не насчитывает и сотни лет.
К западу от Италии подсушивание на солнце винограда (сахаристого сорта педро-хименес) сохранилось главным образом в Андалусии, где таким образом получают самые насыщенные и сладкие варианты креплёных / десертных вин (монтилья, херес, малага). Другой остров заизюмливания на винной карте Западной Европы — французский департамент Юра, «визитной карточкой» которого считается соломенное вино из саваньена.
В остальных регионах Европы объёмы производства вин из увяленного винограда незначительны. Австрийцы ценят «тростниковые вина» (нем. Schilfwein) с берегов озера Нойзидлер-Зе, приравнивая их к элитным винам категории Beerenauslese. Аналогичная австрийской технология со времён Австро-Венгрии применяется виноделами Моравии и Словакии. Заизюмленные вина изредка можно ещё встретить в Галисии (район Рибейро) и Кастилии (район Педро-Бернардо). Многие домохозяйства Далмации согласно вековым венецианским традициям продолжают готовить прошек (правда, больше для собственного употребления, чем на продажу). Остров Кипр до сих пор экспортирует коммандарию с символикой крестовых походов.

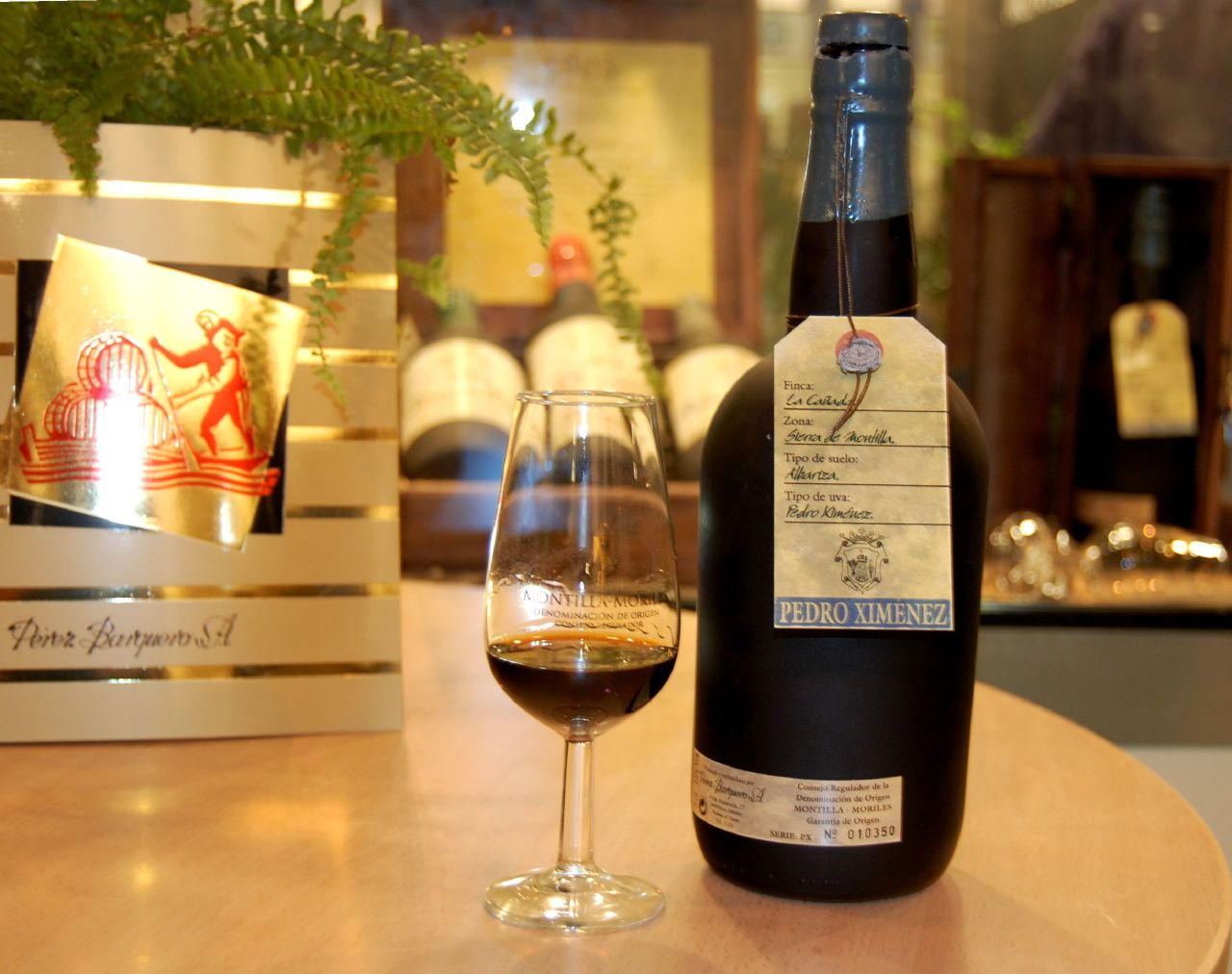
Монтилья — ликёрное андалусское вино из педро-хименеса
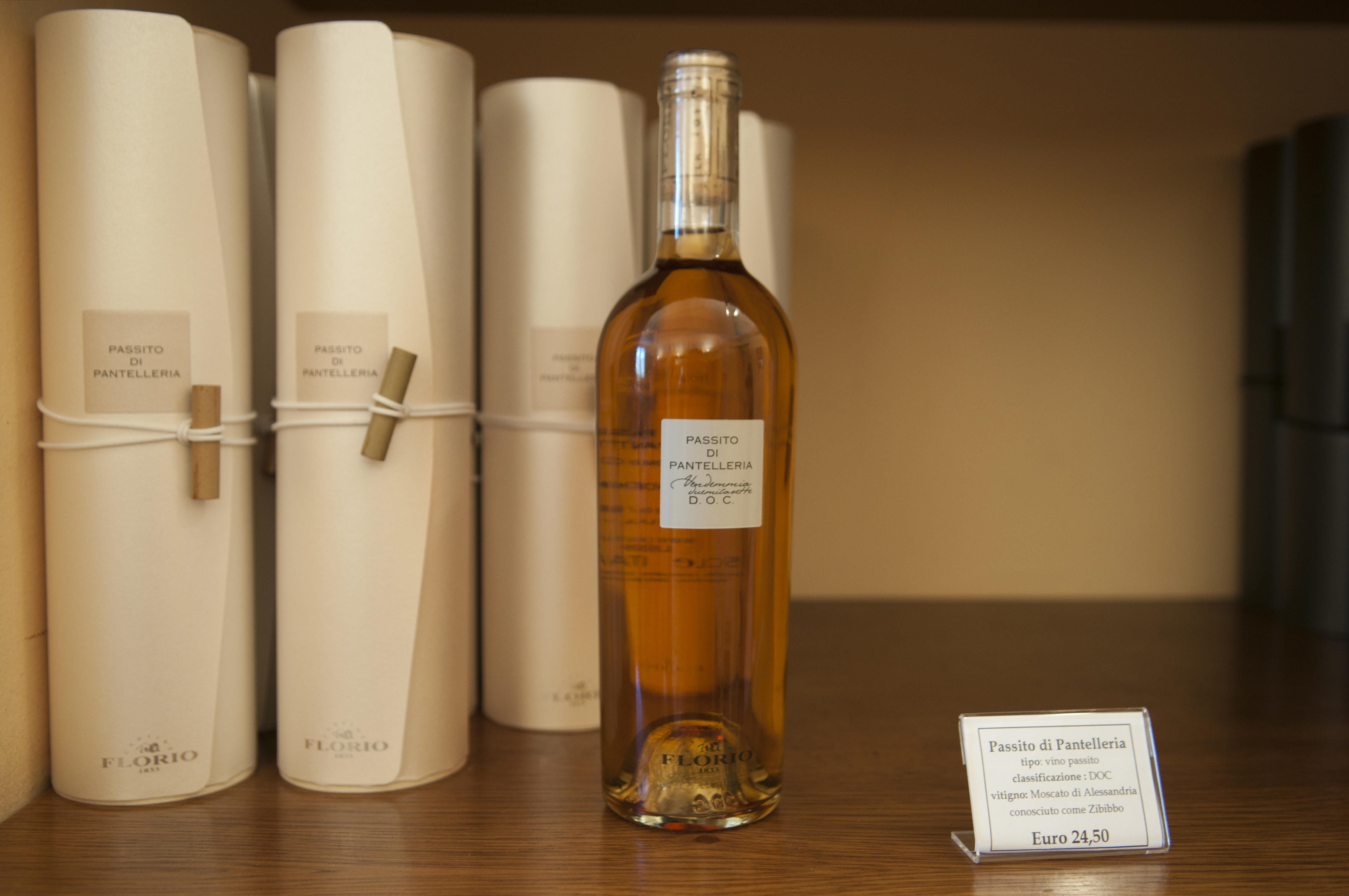
Пассито с острова Пантеллерия
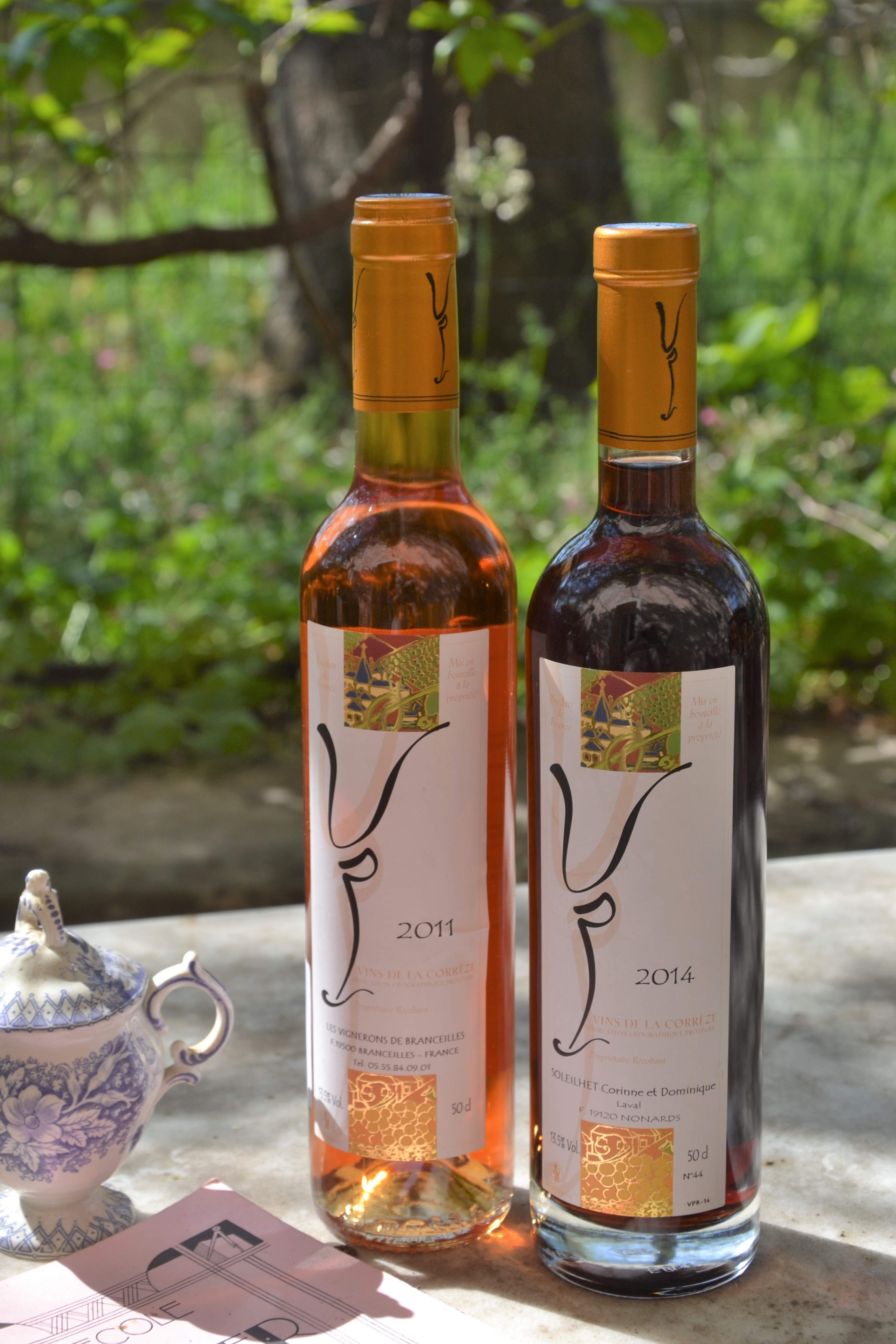
Красное и белое соломенное вино из французского департамента Коррез
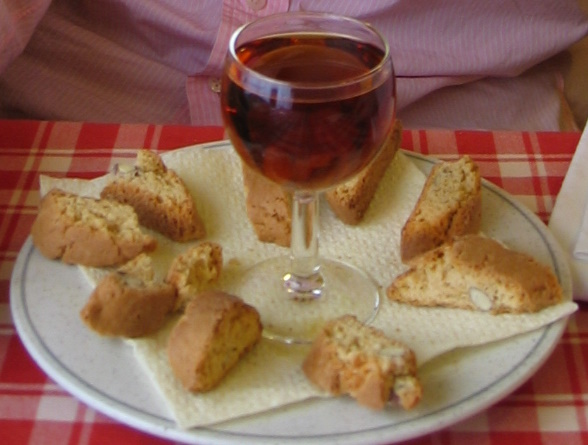
Тосканское винсанто принято закусывать миндальным печеньем
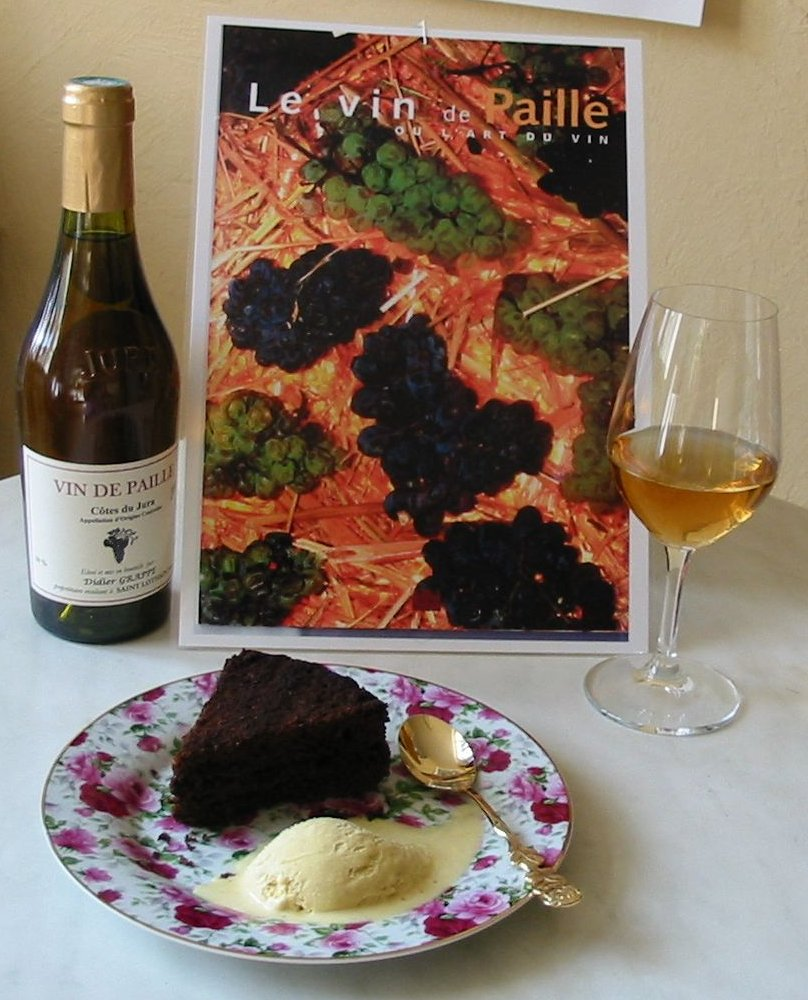
Соломенное вино из департамента Юра (Жюра)

### Использование подгнивших ягод

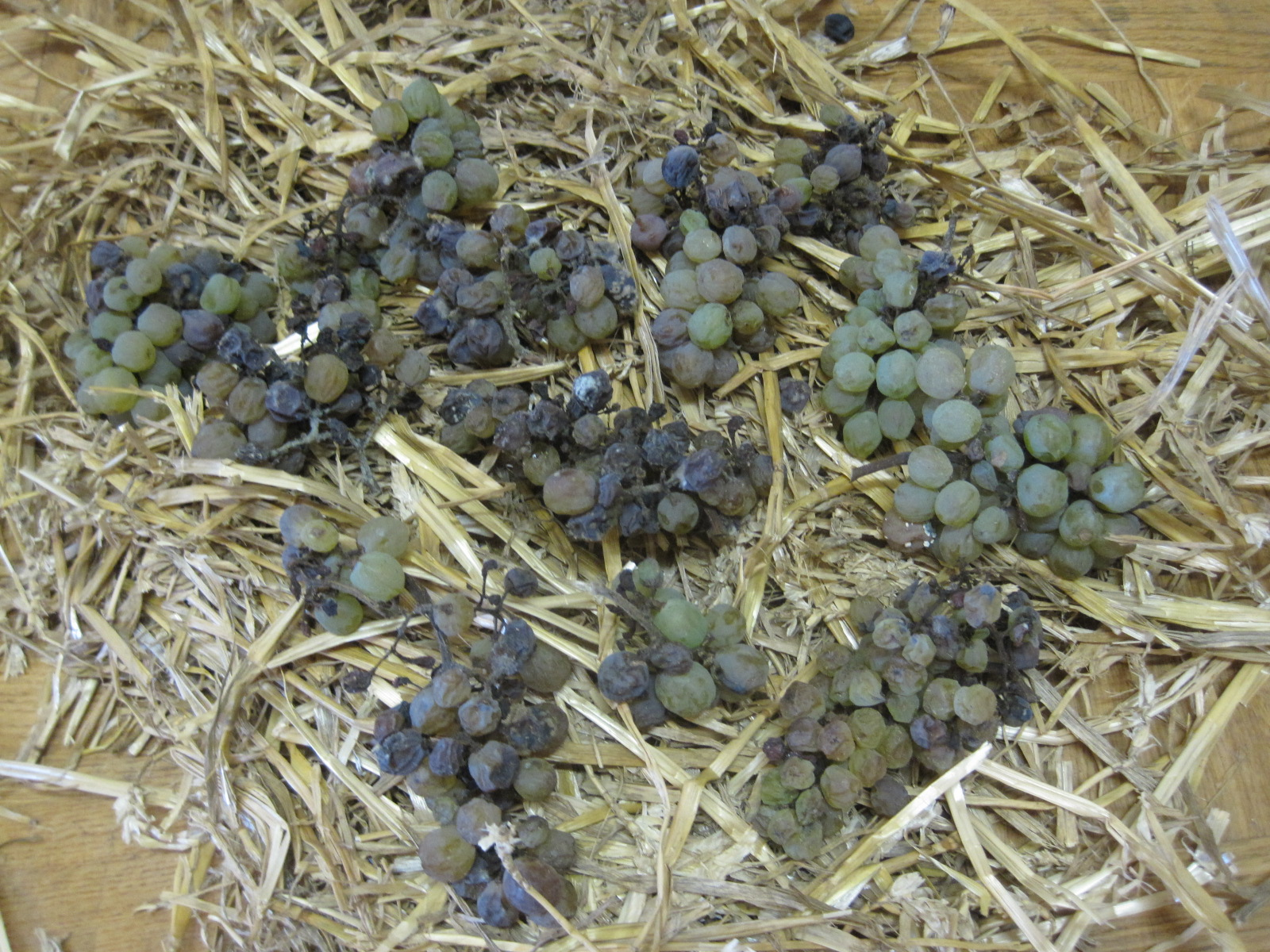
Сушка винограда позднего сбора на соломенной подложке, давшая название «соломенным» винам

Подсушивание винного винограда характерно для субтропиков, но гораздо реже практикуется в более прохладных винодельческих регионах, где виноград не успевает достичь максимальной спелости и, соответственно, часто обладает выраженной кислотностью. Поскольку при подсушивании ягод происходит концентрация содержащихся в них кислот, вино из подвяленного винограда (если он был собран вовремя) в этих регионах выходит неприемлемо кислым. Кроме того, чем выше широта, где выращен виноград, тем, как правило, выше риск его загнивания при подсушивании. Различные грибковые заболевания и гниль — злейшие враги виноделов, которые работают методом «пассито». Вся технология сушки направлена на то, чтобы обеспечить максимальную вентиляцию плодов и избежать их загнивания. Однако в умеренном климате не любая «гниль» рассматривается виноделами как бедствие. Изысканные оттенки вкуса сладким винам из подвяленного винограда способна добавлять «благородная гниль», поражающая виноградники в низинах осенними туманными утрами.
Первыми стали использовать «благородную гниль» виноделы из области Токай на востоке земель венгерской короны. В винных погребах европейских монархов XVII—XVIII веков господствовали золотистые токайские вина, которые производятся из заизюмленных ботритизированных ягод. К концу XVIII века технология получения подобных вин была освоена в Рейнгау, Сотерне и ряде других областей Европы. Хотя для производства токайских и подобных им вин тоже производится подсушка винограда на лозе под солнечными лучами, их не относят к категории «пассито». Подробнее об использовании подгнивших ягод в виноделии см. статью вино позднего урожая.